# Helvella lacunosa
Helvella lacunosa es un hongo de la familia Helvellaceae que también puede ser denominada como oreja de gato, al igual que Helvella fusca que recibe de igual modo este nombre. Algunos expertos consideran que ambas especies en realidad son la misma. Es de forma lobulada, de color pardo oscuro o negruzco, de tonos claros en su interior. Presenta un pie robusto con grandes cavidades internas de dimensiones 4 cm de alto y 1-1,5 cm de ancho, si bien su altura pudiera ser el doble dependiendo del suelo. Presenta esporas elipsoidales de 10-18 micras x 1-13 micras.

## Hábitat
Frecuente de ver en bosques caducifolios y de coníferas, en los meses tardíos del verano y en todo el otoño hasta el mes de diciembre. Requiere suelos ligeros y bien aireados ricos en materia orgánica. 

## Comestibilidad
Es comestible si se somete a procesos de cocción largos. Tóxico en crudo o poco cocinada.